# نوع دوم (شیمی)
نوع دوم یا ثانویه اصطلاحی است که در شیمی آلی برای طبقه بندی انواع مختلف ترکیبات (به عنوان مثال الکل‌ها ، آلکیل هالیدها، آمین‌ها) یا واسطه‌های واکنش‌پذیر (به عنوان مثال رادیکال‌های آلکیل، کربوکاتیون) استفاده می شود.
|                      | اتم قرمز رنگ به عنوان اتم مرکزی در ترکیبات مختلف. اتم مرکزی نوع دوم در مقایسه با اتم مرکزی نوع اول، نوع سوم و نوع چهارم. |         |         |            |
|                      | نوع اول | نوع دوم | نوع سوم | نوع چهارم  |
| اتم کربن در یک آلکان | |         |         |            |
| الکل                 | |         |         | وجود ندارد |
| آمین                 | |         |         |            |
| آمید                 | |         |         | وجود ندارد |
| فسفین                | |         |         |            |

## همچنین ببینید
- نوع اول
- نوع سوم
- نوع چهارم